# McDonaldcriteria
De McDonaldcriteria zijn diagnostische criteria die gebruikt worden voor de diagnose van multipele sclerose (MS). De criteria danken hun naam aan de neuroloog W. Ian McDonald. De criteria kwamen in april 2001 voort uit een samenwerking tussen een internationale werkgroep en de National Multiple Sclerosis Society(NMSS) uit Amerika, die een revisie van de tot dan toe gehanteerde criteria voorstelden. Door gebruik te maken van de vooruitgang in MRI-techniek, vervingen de McDonald Criteria de tot dan toe gebruikte "Poser Criteria" en nog oudere "Schumacher Criteria".

## Herziening in 2005 en 2010
In 2005 werden de McDonald Criteria herzien, waardoor onder andere duidelijker werd wat precies werd verstaan onder een "aanval" of "positieve MRI".
In 2010 kwam men opnieuw bijeen en stelde de criteria opnieuw bij. Er werd rekening gehouden met kritieken die er waren de criteria voor spreiding in plaats en tijd, alsook de toepasbaarheid van de eerdere criteria voor niet-Westerse Kaukasische bevolkingsgroepen.

## McDonald Criteria (2010)
De McDonald Criteria anno 2010.
| Klinische presentatie | Benodigde extra informatie |
| --- | --- |
| * ≥ 2 episodes * objectief klinisch bewijs voor ≥2 laesies * objectief klinisch bewijs voor 1 laesie én op basis van anamnese zeer aannemelijke eerdere episode | Geen |
| * ≥ 2 episodes * objectief klinisch bewijs voor 1 laesie | Dissociatie in plaats aangetoond met * MRI of * nieuwe klinische episode met andere lokalisatie |
| * 1 episode * objectief klinisch bewijs voor ≥2 laesies. | Dissociatie in tijd, aangetoond met * MRI of * tweede klinische episode |
| * 1 episode * objectief klinisch bewijs voor 1 laesie (‘clinically isolated syndrome')                                                                          | Dissociatie in plaats, aangetoond met * MRI of * nieuwe klinische episode met andere lokalisatie en Dissociatie in tijd, aangetoond met * MRI of * tweede klinische episode |
| Sluipende neurologische progressie suggestief voor MS (primair progressieve MS)                                                                                 | Minstens één jaar progressief ziektebeloop (retrospectief of prospectief vastgesteld) plus 2 van de 3 volgende criteria: A. ≥1 T2 laesie in ten minste één karakteristiek gebied (periventriculair, juxtacorticaal, infratentorieel) B. ≥2 T2 laesies in het ruggenmerg C. Positieve liquor (oligoclonale bandjes en/of verhoogde IgG index) |

## Aanpassingen in 2017
Om de kans op onjuiste diagnoses te verkleinen en een vroege diagnose mogelijk te maken, zijn de criteria eind 2017 opnieuw herzien.
CIS
De term CIS wordt toegevoegd: het staat voor een 'Clinically Isolated Syndrome'. Een eenmalige aanval die doet denken aan MS, maar nog niet voldoet aan de spreiding in tijd. Een groot deel van de mensen met de diagnose CIS krijgen later alsnog de diagnose MS. 
Ruggenprik
Mensen met een CIS, die nog niet voldoen aan het criterium 'disseminatie in tijd', kunnen nu toch de diagnose MS krijgen door de uitkomsten van een lumbaalpunctie. Bij een lumbaal punctie wordt er via de ruggengraat hersenvocht uit het ruggenmerg afgenomen. Als er in dit hersenvocht de voor MS typische oligoclonale banden worden aangetroffen, kan alsnog de diagnose MS worden gesteld. 
Symptomatische MRI-laesies
Er wordt, naast de asymptomatische lasies, nu ook naar symptomatische MRI-laesies gekeken om disseminatie in ruimte en/of tijd vast te stellen,
Corticale laesies
Voor de diagnose werd tot voor 2017 gekeken naar de juxtacorticale laesies: vanaf 2017 wordt er ook gekeken naar de corticale laesies om de disseminatie in plaats te bepalen. 